# Ljudmila Iwanowna Galkina
Ljudmila Iwanowna Galkina (russisch Людмила Ивановна Галкина, wiss. Transliteration Ljudmila Ivanovna Galkina; * 20. Januar 1972 in Saratow, Russland) ist eine ehemalige russische  Leichtathletin, die als Juniorin noch für die Sowjetunion antrat. Bei einer Körpergröße von 1,72 m betrug ihr Wettkampfgewicht 59 kg.
Ljudmila Galkina war 1989 Dritte der Junioreneuropameisterschaften im Weitsprung und 1991 wurde sie bei den Junioreneuropameisterschaften Zweite im Weitsprung und gewann den Dreisprung. In ihrer Karriere als Erwachsene trat sie dann fast ausschließlich im Weitsprung an.
Ihre erste vordere Platzierung in einem internationalen Wettbewerb war der fünfte Platz mit 6,74 m bei den Weltmeisterschaften 1993 in Stuttgart, die Dänin Renata Nielsen gewann Bronze mit 6,76 m. Bei den Hallenweltmeisterschaften 1995 in Barcelona gewann Galkina mit neuer persönlicher Bestleistung von 6,95 m. Nachdem sie 1994 bei den Europameisterschaften die Qualifikation nicht überstanden hatte, gelang ihr dies auch nicht bei den Weltmeisterschaften 1995 und den Olympischen Spielen 1996.
Erst bei den Weltmeisterschaften 1997 in Athen überstand Ljudmila Galkina wieder einmal die Qualifikation. Im vierten Versuch des Finales gelang ihr dann mit 7,05 m der beste Sprung ihrer Karriere und sie gewann vor der Griechin Niki Xanthou (6,94 m) und der Italienerin Fiona May (6,91 m). Auf den Plätzen vier und fünf lagen mit Heike Drechsler und Jackie Joyner-Kersee die beiden wohl bedeutendsten Weitspringerinnen der Leichtathletikgeschichte.
Im nächsten Jahr bei den Europameisterschaften 1998 in Budapest wurde Galkina mit windunterstützten 7,06 m Dritte hinter Heike Drechsler (Gold) und Fiona May (Silber). Bei den Weltmeisterschaften 1999 in Sevilla belegte Ljudmila Galkina den vierten Platz mit 6,82 m mit einem Zentimeter Rückstand auf Marion Jones aus den USA.
Bei den Olympischen Spielen 2000 in Sydney wurde Galkina mit windunterstützten 6,56 m Neunte, es war ihr bestes Ergebnis bei Olympischen Spielen. Bei den Hallenweltmeisterschaften 2001 wurde sie mit 6,71 m Sechste. Nach einem achten Platz mit 6,70 m bei den Weltmeisterschaften 2001 gelang ihr bei den Halleneuropameisterschaften 2002 noch einmal der Gewinn der Bronzemedaille mit 6,68 m. 

## Bestleistungen
- Weitsprung: 7,05 m (1997)
- Dreisprung: 13,67 m (1991), in der Halle sprang sie 2004 13,76 m